# Carmen Rupe
Carmen Rupe, née Trevor Rupe et tout simplement connue sous le nom de Carmen (10 octobre 1936 – 14 décembre 2011) est une drag queen, directrice de maison close, militante anti-discrimination, et militante contre le VIH néo-zélandaise et australienne. Elle est une femme transgenre.

## Biographie
Née dans la petite ville rurale de Taumarunui dans la partie centrale de l'Île du Nord en Nouvelle-Zélande, Rupe a douze frères et sœurs. Pendant son enfance, elle déménage dans les centres urbains d'Auckland et de Wellington. Après avoir fait des performances de drag queen en même temps que sa formation militaire obligatoire et son travail d'infirmière et de serveuse, Rupe déménage à Kings Cross, une localité de Sydney en Australie à la fin des années 1950.
Prenant le nom de la danseuse de flamenco gitane Carmen Amaya, Rupe devient la première Maori australienne à faire des performances de drag queen.  Dans ses mémoires, elle décrit comment la police locale la traite : « J'ai été enfermée à Long Bay une dizaine de fois. Mais cela a fait de moi la personne que je suis aujourd'hui ». Elle est aussi arrêtée en Nouvelle-Zélande mais sans être poursuivie en justice car être une drag queen est légal dans ce pays,.

## Engagement politique

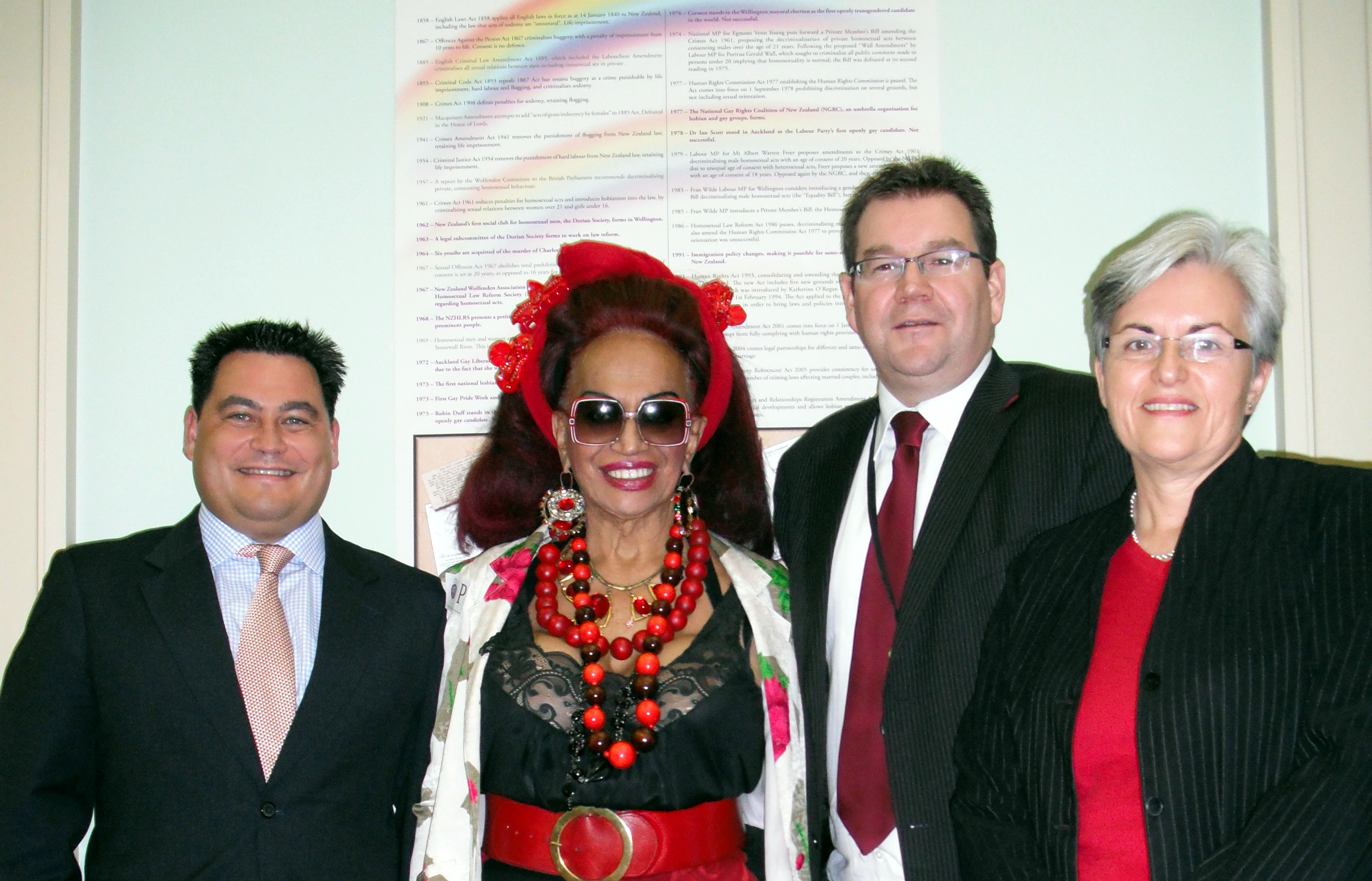
Carmen Rupe en 2009 à Wellington avec Charles Chauvel (à gauche), Grant Robertson, et Maryan Rue

À Wellington, Carmen possède les clubs de strip-tease Carmen's International Coffee Lounge et le Balcony. Malgré le fait que la loi criminalise les actes homosexuels, Carmen conteste la discrimination et les préjugés manifeste de cette loi à l'encontre des personnes gays et transgenres. Elle n'a pas peur de parler à la presse et est convoquée pour comparaître devant le Comité des Privilèges de la Chambre des Représentants par le Premier Ministre Robert Muldoon pour avoir suggéré que certains membres du Parlement soient gays ou bisexuels.
En 1977, elle se présente à l'élection pour le poste de maire de Wellington, avec le soutien de l'homme d'affaires local Sir Bob Jones, avec les slogans get in behind et Carmen for mayor et une campagne basée sur la légalisation du mariage gay et des maisons closes, mais aucune de ces mesures n'est une priorité pour le gouvernement néo-zélandais. Elle perd face à Michael Fowler.

## Dernières années
Rupe retourne à Surry Hills, Sydney, où elle vit le reste de sa vie. En 2003, elle est intronisée au Variety Hall of Fame. En 2008, elle roule sur scooter seins nus à la tête du char Décennie des Divas lors de la parade de Mardi Gras. Elle est également une membre éminente de Agender, un groupe pour les personnes transgenres néo-zélandais.
Rupe meurt au St Vincent's Hospital, Sydney d'une insuffisance rénale le 15 décembre 2011, après une chute et une chirurgie de la hanche plus tôt dans l'année. Elle avait 75 ans.

## Hommages

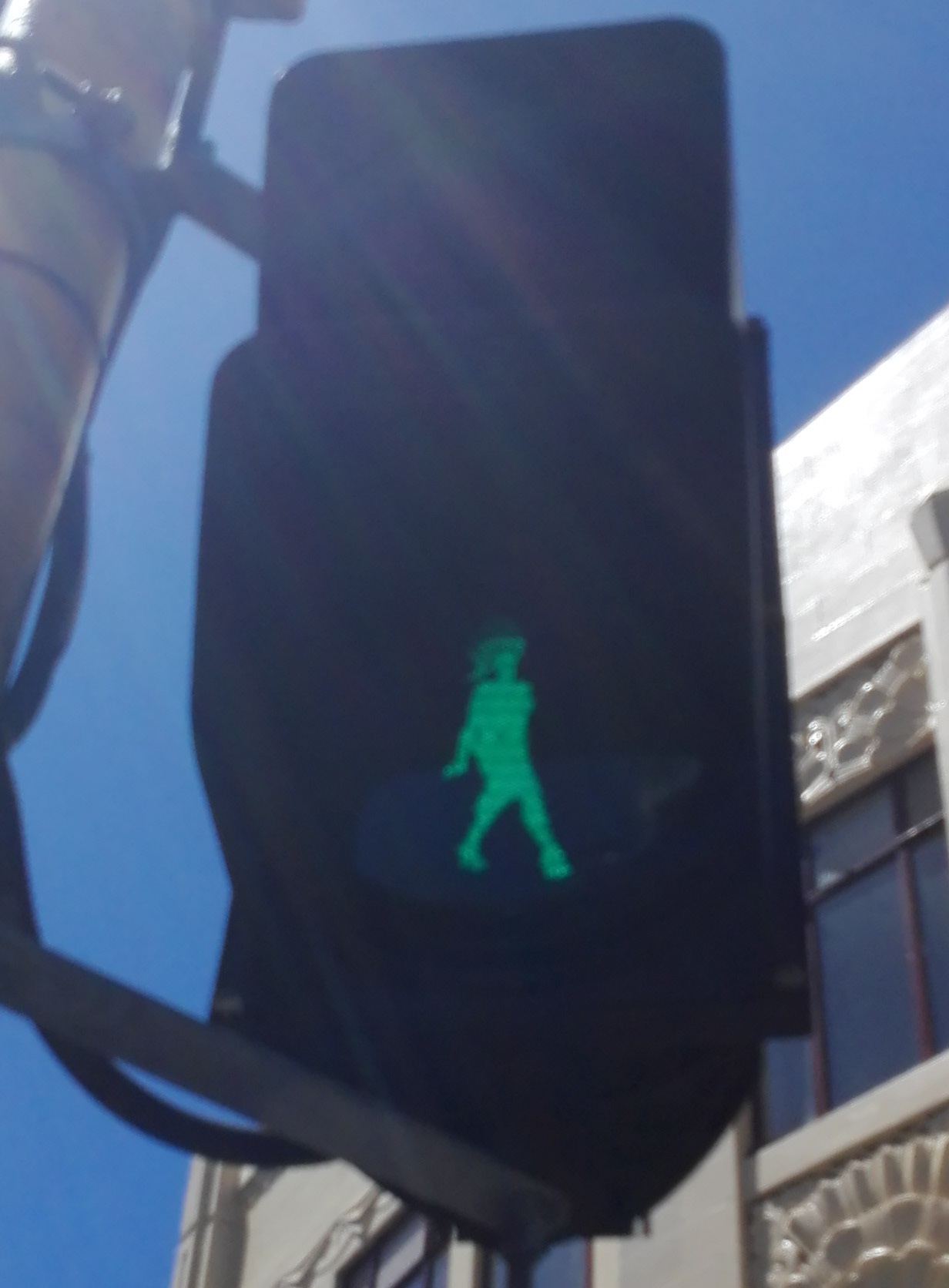
Un feu piétonnier à l'image de Carmen Rupe sur Cuba Street, Wellington.

Rupe est citée comme modèle par la députée Georgina Beyer, la première membre d'un parlement ouvertement transgenre. Son amie de longue date et ancienne conseillère du district de Grey, Jacquie Grant écrit un hommage à Carmen et lit également un éloge funèbre lors de son enterrement,.
Le Carmen Rupe Memorial Trust est créé à Sydney pour perpétuer l'héritage de Carmen en tant qu'icône de la culture LGBT.
La maire de Wellington, Celia Wade-Brun prend en charge l'érection d'une statue de Rupe à Wellington : « J'ai admiré sa force de vivre sa vie comme elle le voulait malgré les discriminations ».
Quatre séries de feux de circulation le long de Cuba Street, à Wellington dans le quartier central des affaires sont équipées de lumières vertes représentant Rupe. L'éclairage est installée en août 2016 à l'occasion du 30e anniversaire de la loi décriminalisant les relations sexuelles homosexuelles.